# مک استودیو
مک استودیو (به انگلیسی: Mac Studio) یک ایستگاه کاری کوچک است که توسط شرکت اپل طراحی، تولید و فروخته می‌شود. این یکی از چهار رایانه رومیزی در خط تولید مکینتاش است که بالاتر از رده مک مینی و آی‌مک در محدوده مصرف کننده قرار دارد و پایین‌تر از مک پرو است.